# ロバート・シンクレア・ディーツ
ロバート・シンクレア・ディーツ（Robert Sinclair Dietz、1914年9月14日 - 1995年5月19日）はアメリカ合衆国の地球物理学者、海洋学者。ハリー・ハモンド・ヘスとともに、海洋底拡大説の提唱者の1人として知られる。天皇海山群の命名者としても有名である。

## 生涯
ニュージャージー州ウェストフィールド生まれ。1932年、ウェストフィールド・ハイ・スクール卒業。1933年、イリノイ大学アーバナ・シャンペーン校入学。1941年、イリノイ大学アーバナ・シャンペーン校より地質学の博士号を取得。同校では海洋地質学者のフランシス・パーカー・シェパード に師事した。博士論文はスクリップス海洋研究所在籍時に執筆した。
第二次世界大戦時にはアメリカ陸軍航空隊のパイロットとして南アメリカ方面で活躍。戦後、アメリカ海軍調査研究所の研究員となり、同研究所在籍中にはリチャード・バードの最終航海など多くの海軍の演習に同行した。1953年、フルブライト研究者として東京大学に留学し、海上保安庁水路部においても研究を行った。このときに天皇海山群の海山に歴代天皇の名をつける。
1960年から1961年ごろに、海洋底拡大説を提唱。1977年よりアリゾナ州立大学の地質学教授を務めた。晩年は隕石のクレーターについて研究し、業績にはサドベリー隕石孔のシャッターコーン発見などがある。

## 受賞歴
- 1985年: バリンジャー・メダル（国際隕石学会）
- 1988年: ペンローズ・メダル (アメリカ地質学会)